# Elaphoglossum murkelense
Elaphoglossum murkelense är en träjonväxtart som beskrevs av Masahiro Kato. Elaphoglossum murkelense ingår i släktet Elaphoglossum och familjen Dryopteridaceae. Inga underarter finns listade.